# Gliese 349
Gliese 349 is een oranje dwerg met een spectraalklasse van K3.V. De ster bevindt zich 41,7 lichtjaar van de zon.